# Romeo Popescu
Romeo Popescu, né le 19 octobre 1898 à Rovinari et mort le 9 décembre 1931 à Lehliu, était un aviateur roumain, détenteur de trois records nationaux : d'altitude, de distance en circuit fermé et de durée de vol.